# Avel·lí Roca Albert
Avel·lí Roca Albert (Les Coves de Vinromà, 21 d'abril de 1951) és un polític valencià, diputat a les Corts Valencianes i alcalde de Tírig.

## Biografia
Ha treballat com a agricultor i ha estat secretari comarcal del PSPV-PSOE a els Ports. Ha estat elegit diputat a les eleccions a les Corts Valencianes de 1983, 1987, 1991, 1995, 1999 i 2003. Dins de la Comissió d'Agricultura, Ramaderia i Pesca de les Corts Valencianes ha estat secretari (1995-1999) i vicepresident (1991-1995) En 2003 no es va presentar a la reelecció.
Simultàniament, a les eleccions municipals espanyoles de 1983 assolí l'alcaldia de Tírig, que va mantenir fins a les eleccions municipals espanyoles de 2007, en les quals fou derrotat pel PP. Des d'aleshores ha continuat com a regidor. A les eleccions municipals espanyoles de 2015 torna a ser cap de llista del PSPV-PSOE a Tírig.